# En av de många (1928)
En av de många (engelska: The Crowd) är en amerikansk stumfilm från 1928 i regi av King Vidor. I huvudrollerna ses James Murray, Eleanor Boardman och Bert Roach. Filmen har blivit både inflytelserik och hyllad och nominerades till två Oscars vid den allra första Oscarsgalan 1929. År 1989 blev den en av de första 25 filmerna att väljas ut för konservering hos USA:s National Film Registry av USA:s kongressbibliotek, då den anses vara "kulturellt, historiskt eller estetiskt betydande".

## Rollista i urval
- Eleanor Boardman - Mary Sims
- James Murray - John Sims
- Bert Roach - Bert
- Estelle Clark - Jane
- Daniel G. Tomlinson - Jim
- Dell Henderson - Dick
- Lucy Beaumont - Marys mor
- Freddie Burke Frederick - "Junior"
- Alice Mildred Puter - dotter